# قائمة الهجمات الصاروخية الفلسطينية على إسرائيل 2021
فيما يلي قائمة بالهجمات الصاروخية الفلسطينية على إسرائيل في عام 2021.

## يناير
بتاريخ 18 يناير، أُطلق صاروخان من قطاع غزة وسقطا في مناطق مفتوحة بالقرب من أسدود.
بتاريخ 20 يناير، تم إطلاق صاروخ واحد من قطاع غزة.

## أبريل
بتأريخ 15 أبريل أُطلق صاروخ واحد من قطاع غزة.
في 23 أبريل، تم إطلاق 36 صاروخًا من قطاع غزة، تم اعتراض ستة منها بواسطة نظام دفاع القبة الحديدية الإسرائيلي. على الرغم من عدم وقوع إصابات، فقد لحقت أضرار بالممتلكات في العديد من التجمعات السكانية في إسرائيل. ورد الجيش الإسرائيلي بضربات عسكرية.
بتأريخ 24 أبريل، أُطلق صاروخان من قطاع غزة، اعترضت القبة الحديدية أحدهما، وسقط الآخر في منطقة مفتوحة بالقرب من السياج الحدودي.
بتأريخ 25 أبريل، أُطلق ستة صواريخ من قطاع غزة، اعترضت القبة الحديدية صاروخين منها وسقطت الأخرى إما في مناطق غير مأهولة أو داخل قطاع غزة.

## مايو
بتاريخ 9 مايو، تم إطلاق ستة صواريخ من قطاع غزة، اعترضت القبة الحديدية صاروخين منها، وسقط اثنان في مناطق مفتوحة، وسقط اثنان في قطاع غزة.
في الفترة ما بين 10-18 مايو، خلال الاشتباكات الإسرائيلية الفلسطينية 2021، تم إطلاق أكثر من 4340 صاروخًا باتجاه سديروت وعسقلان وأسدود والقدس وغيرها من التجمعات السكانية. وقتل عشرة إسرائيليين. اعترضت القبة الحديدية غالبية تلك التي استهدفت مناطق مأهولة بالسكان. وسقط ثلثها داخل قطاع غزة. سقط معظمها في الحقول المفتوحة.
بحلول 21 مايو، عندما دخل وقف إطلاق النار حيز التنفيذ، تم إطلاق ما لا يقل عن 4000 صاروخ من قطاع غزة تجاه إسرائيل.